# Ti Colon
Ti Colon ist ein Ort im Quarter (Distrikt) Castries im Westen des Inselstaates St. Lucia in der Karibik. 

## Geographie
Der Ort liegt südlich des Mündungsbereichs des Cul de Sac zwischen dem Buckeye St Lucia Terminal Ltd und Morne St. Joseph.

## Klima
Nach dem Köppen-Geiger-System zeichnet sich Ti Colon durch ein tropisches Klima mit der Kurzbezeichnung Af aus.